# دربند (بیات)
دربند (به ترکی استانبولی: Derbent) یک منطقهٔ مسکونی در ترکیه است که در بیات (افیون قره‌حصار) واقع شده‌است.